# Cụm Sinh Tồn
Cụm Sinh Tồn là một tập hợp các thực thể địa lý nằm ở phía nam cụm Nam Yết. Khái niệm "cụm Sinh Tồn" hầu như đồng nhất với khái niệm bãi san hô Liên Minh hay cụm rạn Liên Minh (tiếng Anh: Union Bank/Reefs; tiếng Trung: 九章群礁; Hán-Việt: Cửu Chương quần tiêu) theo tài liệu hàng hải quốc tế.
Cụm này chỉ có một đảo san hô là đảo Sinh Tồn (Sin Cowe Island), một cồn cát là đảo Sinh Tồn Đông (Grierson Reef), còn lại đều là các rạn đá bao gồm có: đá Cô Lin (Collins Reef/Johnson North Reef), đá Gạc Ma (Johnson South Reef), đá Len Đao (Lansdowne Reef), đá Phúc Sỹ (Higgens Reef), đá Văn Nguyên (Jones Reef), đá Ninh Hòa (Tetley Reef), đá Vị Khê (Bamford Reef), đá An Bình (Ross Reef), đá Ba Đầu (Whitsun Reef), đá Đức Hòa (Empire Reef), đá Bãi Khung (Holiday Reef), đá Bình Sơn (Hallet Reef), đá Tư Nghĩa (Hughes Reef), đá Bia, đá Ken Nan (McKennan Reef), đá Bình Khê (Edmund Reef), đá Nhạn Gia, đá Sơn Hà (Gent Reef), đá Nghĩa Hành (Loveless Reef), đá Tam Trung, đá Trà Khúc, bãi Fancy Wreck. Trong số này, đá Ba Đầu là rạn đá lớn nhất.

## Hình ảnh
| 1 | Đá Gạc Ma     |
| 2 | Đá Trà Khúc   |
| 3 | Đá Len Đao    |
| 4 | Đá Phúc Sĩ    |
| 5 | Đá Văn Nguyên |
| 6 | Đá Ninh Hòa   |
| 7 | Đá Vị Khê     |
| 8 | Sinh Tồn Đông |

| 9  | Đá An Bình   |
| 10 | Đá Ba Đầu    |
| 11 | Đá Đức Hòa   |
| 12 | Đá Bãi Khung |
| 13 | Đá Bình Sơn  |
| 14 | Đá Tư Nghĩa  |
| 15 | Đá Bia       |
| 16 | Đá Ken Nan   |

| 17 | Đá Bình Khê   |
| 18 | Đá Nhạn Gia   |
| 19 | Đảo Sinh Tồn  |
| 20 | Đá Sơn Hà     |
| 21 | Đá Nghĩa Hành |
| 22 | Đá Tam Trung  |
| 23 | Đá Cô Lin     |

| 1 | Đá Gạc Ma     |
| 2 | Đá Trà Khúc   |
| 3 | Đá Len Đao    |
| 4 | Đá Phúc Sĩ    |
| 5 | Đá Văn Nguyên |
| 6 | Đá Ninh Hòa   |
| 7 | Đá Vị Khê     |
| 8 | Sinh Tồn Đông |

| 9  | Đá An Bình   |
| 10 | Đá Ba Đầu    |
| 11 | Đá Đức Hòa   |
| 12 | Đá Bãi Khung |
| 13 | Đá Bình Sơn  |
| 14 | Đá Tư Nghĩa  |
| 15 | Đá Bia       |
| 16 | Đá Ken Nan   |

| 17 | Đá Bình Khê   |
| 18 | Đá Nhạn Gia   |
| 19 | Đảo Sinh Tồn  |
| 20 | Đá Sơn Hà     |
| 21 | Đá Nghĩa Hành |
| 22 | Đá Tam Trung  |
| 23 | Đá Cô Lin     |

| 1 | Đá Gạc Ma     |
| 2 | Đá Trà Khúc   |
| 3 | Đá Len Đao    |
| 4 | Đá Phúc Sĩ    |
| 5 | Đá Văn Nguyên |
| 6 | Đá Ninh Hòa   |
| 7 | Đá Vị Khê     |
| 8 | Sinh Tồn Đông |

| 9  | Đá An Bình   |
| 10 | Đá Ba Đầu    |
| 11 | Đá Đức Hòa   |
| 12 | Đá Bãi Khung |
| 13 | Đá Bình Sơn  |
| 14 | Đá Tư Nghĩa  |
| 15 | Đá Bia       |
| 16 | Đá Ken Nan   |

| 17 | Đá Bình Khê   |
| 18 | Đá Nhạn Gia   |
| 19 | Đảo Sinh Tồn  |
| 20 | Đá Sơn Hà     |
| 21 | Đá Nghĩa Hành |
| 22 | Đá Tam Trung  |
| 23 | Đá Cô Lin     |

| 1 | Đá Gạc Ma     |
| 2 | Đá Trà Khúc   |
| 3 | Đá Len Đao    |
| 4 | Đá Phúc Sĩ    |
| 5 | Đá Văn Nguyên |
| 6 | Đá Ninh Hòa   |
| 7 | Đá Vị Khê     |
| 8 | Sinh Tồn Đông |

| 9  | Đá An Bình   |
| 10 | Đá Ba Đầu    |
| 11 | Đá Đức Hòa   |
| 12 | Đá Bãi Khung |
| 13 | Đá Bình Sơn  |
| 14 | Đá Tư Nghĩa  |
| 15 | Đá Bia       |
| 16 | Đá Ken Nan   |

| 17 | Đá Bình Khê   |
| 18 | Đá Nhạn Gia   |
| 19 | Đảo Sinh Tồn  |
| 20 | Đá Sơn Hà     |
| 21 | Đá Nghĩa Hành |
| 22 | Đá Tam Trung  |
| 23 | Đá Cô Lin     |

## Lịch sử
Trước 1975, quần đảo Trường Sa do Hải quân Việt Nam Cộng Hoà trấn giữ.
Năm 1975, sau Chiến dịch Trường Sa và các đảo trên Biển Đông, Hải quân nhân dân Việt Nam tiếp quản đảo Sinh Tồn vào ngày 28 tháng 4 năm 1975.
Tháng 2 năm 1978, Philippines đưa quân chiếm đóng đá An Nhơn (cụm Loại Ta), đồng thời tăng cường các hoạt động thăm dò, trinh sát quanh khu vực do Việt Nam đang kiểm soát. Trước tình hình đó, ngày 15 tháng 3 năm 1978, tàu 679 của Hải đoàn 128 đưa một lực lượng hải quân của Việt Nam ra đổ bộ và đóng quân ở đảo Sinh Tồn Đông (hoàn tất vào ngày ngày 17 tháng 3 năm 1978).
Trong những tháng đầu năm 1988, lần đầu tiên Hải quân Trung Quốc cho quân chiếm đóng một số bãi đá thuộc khu vực quần đảo Trường Sa, chiếm giữ đá Chữ Thập (31 tháng 1), đá Châu Viên (18 tháng 2), đá Ga Ven (26 tháng 2), đá Tư Nghĩa (đá Huy Gơ) (28 tháng 2), đá Xu Bi (23 tháng 3)  và có ý đồ chiếm giữ ba đá Gạc Ma, Cô Lin và Len Đao.
Do ba bãi đá này không có quân đội đồn trú nên Hải quân Việt Nam phải đưa quân ra bảo vệ và xây dựng công trình trên các bãi đá. Phía Trung Quốc cho quân đổ bộ ngăn chặn, nổ súng để giật cờ Việt Nam trên bãi đá Gạc Ma, sau đó lại dùng pháo trên chiếm hạn bắn vào tàu vận tải hải quân Việt Nam (không có pháo để tự vệ), khiến cuộc chiến nổ ra vào sáng ngày 14 tháng 3 năm 1988. Phía Việt Nam bị mất ba tàu vận tải của Hải quân, 64 thủy binh Việt Nam đã thiệt mạng. Trung Quốc bị hư hại một số xuồng đổ bộ, thương vong 25 thủy binh. Kết quả là Trung Quốc chiếm giữ được đá Gạc Ma trong khi Việt Nam vẫn giữ được đá Cô Lin và đá Len Đao.
Ngày 11 tháng 4 năm 2007, Chính phủ ban hành Nghị định 65/2007/NĐ-CP. Theo đó, thành lập xã Sinh Tồn thuộc huyện Trường Sa trên cơ sở đảo Sinh Tồn và các đảo, đá, bãi phụ cận.